# Hieronymus Herculanus Bumbun
Hieronymus Herculanus Bumbun, né le 5 août 1937 à Menawai dans la province du Kalimantan occidental et mort le 30 septembre 2024 à Pontianak, est un prélat indonésien, archevêque de Pontianak en Indonésie de 1977 à 2014.

## Biographie
Hieronymus Herculanus Bumbun est ordonné prêtre pour l'Ordre des frères mineurs capucins le 27 juillet 1967.

## Évêque
Le 19 décembre 1975, le pape Paul VI le nomme évêque titulaire de Capra (de) et évêque auxiliaire de Pontianak. Il reçoit l'ordination épiscopale des mains du cardinal Justinus Darmojuwono. 
Le même Paul VI le nomme archevêque de Pontianak le 26 février 1977. Il se retire 37 ans plus tard, le 3 juin 2014.
Hieronymus Herculanus Bumbun meurt le 30 septembre 2024 à Pontianak à l’âge de 87 ans.